# 郑州市管城回族区回民第二小学
郑州市管城回族区回民第二小学，简称管城区回民二小，是中国河南省郑州市的一所小学，位于河南省郑州市管城回族区商城路9号。

## 沿革
光绪34年（1908年），学校在城北关外祖师庙建校，校长王晋卿，教员王耀光。1940年，改称郑县维新镇第保国民学校。1944年，郑县沦陷于日军，学校停办。1945年，抗日战争胜利后，学校复课，仍用原校名。1948年，中国人民解放军攻占郑县，易名郑州市第一区第三初级小学。1957年，学校迁唐胡同新校舍，改名北大街小学，设高级班为完小。1980年9月，郑州市管城回族区回民第二小学。1997年，郑州市政府开始对包括郑州市管城回族区回民第二小学在内的六所小学举行扩建工程。